# Steven Taylor
Steven Taylor es un personaje de ficción interpretado por Peter Purves en la longeva serie británica de ciencia ficción Doctor Who. Se trata de un astronauta de la Tierra en el futuro, y fue un acompañante del Primer Doctor. Fue un personaje regular en la serie de 1965 a 1966. Steven apareció en 10 historias (45 episodios).

## Historia del personaje
La primera aparición de Steven es en el serial The Chase, cuando el Primer Doctor y sus acompañantes, Ian, Barbara y Vicki, le encuentran en el planeta Mechanus, donde se estrelló dos años atrás. Se une al Doctor y Vicki como acompañante en el siguiente serial, The Time Meddler, cuando estos descubren que Steven se metió de polizón en la TARDIS tras escapar de la ciudad en llama de los Mechanoid. Steven es un hombre de gran voluntad, con más capacidad para hacer tareas físicas que las que requieren de intelecto. Tiene un sentido muy desarrollado de lo que está bien o mal, y le da un gran valor a la vida humana.
Steven sigue al Doctor a través de The Daleks' Master Plan, una aventura oscura y peligrosa que se lleva las vidas de Sara Kingdom y Katarina. Discute con el Doctor cuando este rechaza evitar los eventos de The Massacre of St Bartholomew's Eve. Steven ha decidido separarse del Doctor tras las muertes que ocurrieron, sobre todo la supuesta muerte de una mujer llamada Anne Chaplet. Vuelve con él, sin embargo, cuando se les une una nueva acompañante, una joven llamada Dodo Chaplet, que parece ser descendiente de Anne, lo que implica que esta sobrevivió.
El viaje de Steven termina en The Savages, cuando decide aceptar la responsabilidad de liderar la sociedad combinada de los Salvajes y los Ancianos que intenta lograr una paz duradera. No se sabe nada más de su vida en la serie.
La época exacta de la que proviene Steven no se especifica en la serie televisiva. Sin embargo, en The Daleks' Master Plan, que tiene lugar en el año 4.000, Steven dice que viene de "miles de años" antes de esa época.
Steven Moffat, fan de Doctor Who, autor de varios episodios de la nueva serie, y productor ejecutivo desde 2010, nombró al protagonista de su sitcom de BBC Two Coupling "Steve Taylor", aunque aparentemente se trata de una coincidencia. Moffat explicó después que aunque sabía del acompañante de Doctor Who, el nombre "Steve" lo eligió porque el personaje estaba basado en sí mismo, y el apellido "Taylor" para sugerir un enlace temático con el personaje de Mark Taylor de su sitcom anterior Joking Apart.

## Otras menciones
El Séptimo Doctor menciona a Steven en The Curse of Fenric, y una imagen suya aparece junto a la de todos los acompañantes hasta esa época salvo Leela y Kamelion en la pantalla del escáner de Resurrection of the Daleks.